# Zvonimir Cviić
Zvonimir Cviić (Slavonski Brod, 29. prosinca 1923. – Rijeka, 4. travnja 1984.), bio je hrvatski pedagog, prevoditelj, osnivač i redoviti profesor Pedagoškog fakulteta u Rijeci.

## Životopis
Zvonimir Cviić rođen je 29. prosinca 1923. godine u Slavonskom Brodu, a gimnaziju je završio u Virovitici. Za vrijeme Drugoga svjetskoga rata 1943. godine radio je za Narodnooslobodilački odbor u Hvaru odakle je (zbog slabog vida) upućen s izbjeglicama u Italiju, a zatim u zbijeg u El Shatt, gdje je radio kao glavni tumač pri Glavnoj bolnici u Centralnom odboru zbijega. Nakon povratka u domovinu, vid mu je znatno oštećen, no unatoč tome, upisuje i završava pedagošku skupinu predmeta na Filozofskom fakultetu u Zagrebu, a zatim radi u odgojnim zavodima te đačkim i studentskim domovima. Bio je aktivan član u društvenim organizacijama, a posebno u Savezu slijepih Hrvatske u komisiji za radno osposobljavanje i zapošljavanje slijepih u industriji. Bio je suosnivač i aktivni član Saveza slijepih Primorsko-goranske županije.
Najveći dio radnog vijeka proveo je na Pedagoškom fakultetu u Rijeci (najprije na Pedagoškoj akademiji) gdje je radio neprekidno od 1960. godine. Sve što je vezano uz razvoj obrazovanja nastavnika, vezano je, dobrim dijelom uz ime i djelo profesora Cviića. Bogat je i raznovrstan znanstveni, stručni i društveni rad profesora Cviića, od predškolskog odgoja i obrazovanja do obrazovanja odraslih i slobodnog vremena.
Na Pedagoškoj akademiji osnovao je studij razredne nastave i predškolskog odgoja, na Fakultetu industrijske pedagogije organizirao studij domske pedagogije te inicirao organizaciju studija domske pedagogije na Filozofskom fakultetu u Ljubljani. Istodobno uz sav taj rad, bio je zamjenik ravnatelja na Pedagoškoj akademiji. Doktorat znanosti iz područja pedagogije stekao je 1975. godine, na Filozofskom fakultetu u Zagrebu, obranivši disertaciju pod naslovom Didaktički aspekt motivacije učenika. Za redovitog profesora Pedagoškog fakulteta u Rijeci izabran je 1982. godine. Posljednje je dvije godine svog života (1982. – 1984.) obavljao dužnost predstojnika Zavoda za pedagogiju.  

## Djela
Objavio je više od stotinu znanstvenih i stručnih radova, održao brojna predavanja i sudjelovao u nizu znanstvenih i stručnih skupova u zemlji i inozemstvu.

### Stručni radovi i rasprave
- Profesionalno osposobljavanje slijepih, Specijalna škola, Beograd, 1951.
- Strukture taktilne percepcije i nastava slijepih, Almanah 60. Godišnjice društvene skrbi za slijepe, Zagreb, 1952.
- Slijepi N.R. Hrvatske u školi i na radu, brošura prop. karaktera, Zagreb, 1954.
- Problem neprilagođena i delikventna omladina u Rijeci, Obavještanja, Rijeka, 1959.
- Organizacija pojačanog nadzora na neprilagođenom omladinom, Soc. Rad, Zagreb, 1960.

### Knjige
- Didaktički aspekti motivacije učenika, 1975.
- Motivacija učenika u samoupravnoj školi, "Otokar Keršovani", 1980.
- Nastavnik u suvremenim procesima odgoja i obrazovanja, Pedagoški fakultet, 1981.

### Prevedena djela s engleskoga jezika
- Ravesz: Psihologija i umjetnost slijepih, Za internu upotrebu SSJ, Beograd, 1952.
- Mjesto slijepih u modernom svijetu, edicije RNIB, Beograd, 1953.
- UNESCO Testovi za ispitivanje znanja iz matematike, prirodnih nauka, zemljopisa i čitanja sa razumevanjem, Za pedagoški Institut u Zagrebu, 1960.

## Nagrade, odličja i priznanja
Za svoj stručni i znanstveni rad dobio je brojna priznanja.
- 1970.: Srebrna plaketa Skupštine općine Rijeka.
- 1971.: Srebrna plaketa Saveza slijepih Hrvatske.
- 1971.: Nagrada Ivan Filipović za životno djelo.[1]
- 1972.: Orden rada sa zlatnim vijencem.
- 1982.: Godišnja nagrada Grada Rijeke.